# Christophe Lab
 (janvier 2019).
Si vous disposez d'ouvrages ou d'articles de référence ou si vous connaissez des sites web de qualité traitant du thème abordé ici, merci de compléter l'article en donnant les références utiles à sa vérifiabilité et en les liant à la section « Notes et références ».
 (janvier 2019).
Christophe Lab est un architecte français contemporain connu pour ses constructions en métal et en verre.
L’agence de Christophe Lab, ouverte en 1978, et installée à Paris, aime[non neutre] les matières et formes novatrices. En 1991, Christophe Lab est lauréat des « Nouveaux albums de jeunes architectes »,[réf. nécessaire] prix décerné par le ministère de l’Equipement à de jeunes architectes de talent. 
Ses réalisations sont marquées par le déconstructivisme, à l'exemple de son agence, composée de plusieurs volumes[Quoi ?].

## Réalisations
- Musée national de la Grande Guerre à Meaux
- aménagement ZI Nord 2000 Amiens
- services des urgences 1996 CHG Victor Jousselin, 44 av du Psdt Kennedy, rue Hoche, Dreux
- logements 1995 8, 11 pass des Marais, Paris 10e
- logements 1979 37 rue de Charonne, dans la cour Delepine, Paris 11e
- rénovation ENSCI - École Nationale Supérieure de Création Industrielle 1995-2002 48 rue Saint Sabin, Paris 11e
- maison film 2000 6 imp des Epinettes, 22 rue Navier, Paris 17e
- atelier Lab 2001 21 rue de Tanger, Paris 19e
- maison 1995 angle villa Étienne Marey, rue du Lieutenant Chauré, Paris 20e
- maison 1990 26 rue des Rondeaux, Paris 20e
- maison 1989 42 rue de l’Ermitage, Paris 20e
- maison Alpha 2004 35 bd de la Seine, Nanterre
- maison 2000 Chailly en Bière
- usine des eaux 1989 Lucérat, Saintes
- maison 33, rue des Envierges, Paris 20e